# FREEing

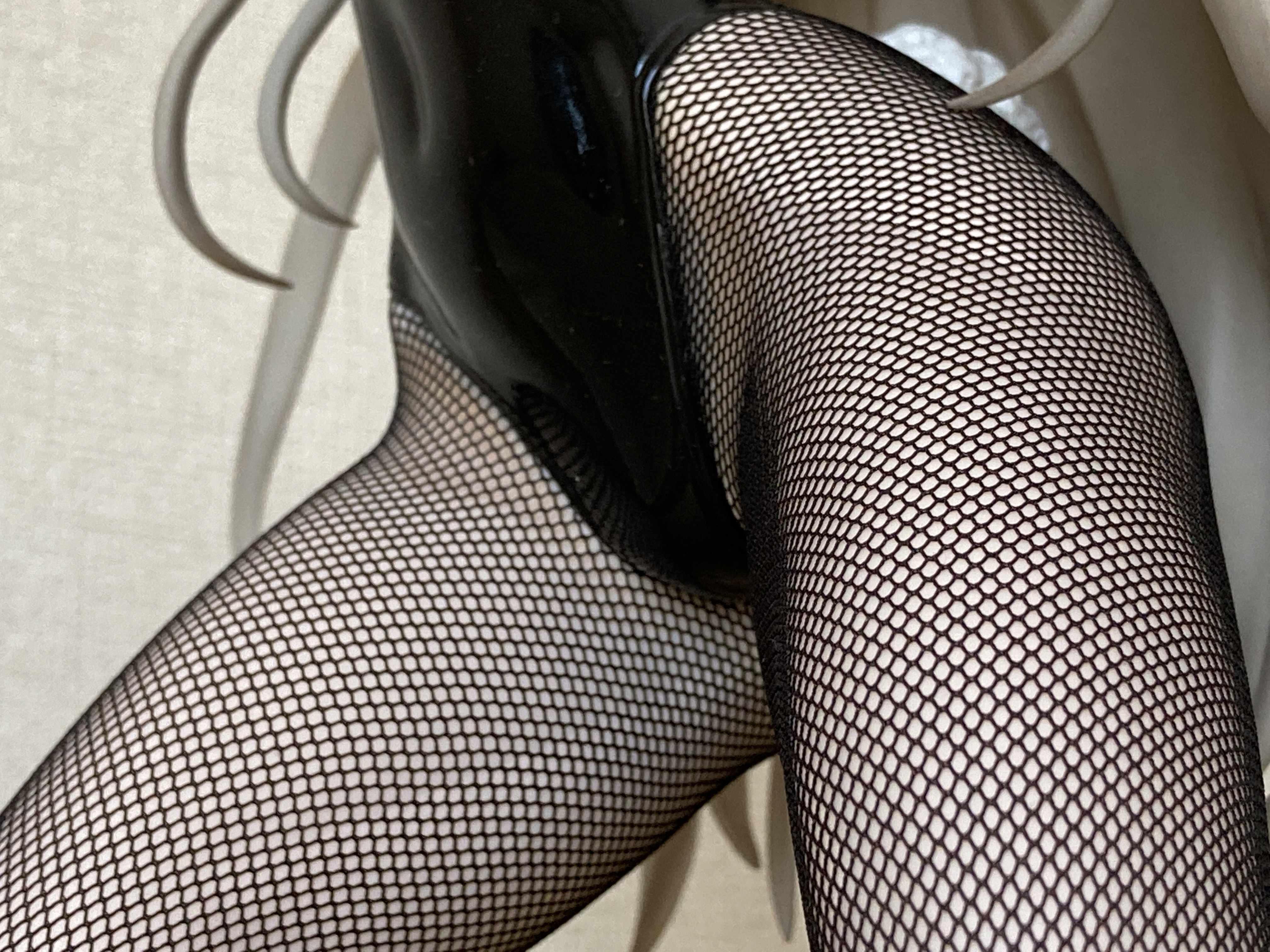
バニーフィギュア網タイツ部分

株式会社FREEing（フリーイング）は、神奈川県横浜市中区にある企業。

## 概要
神奈川県横浜市中区山手町281番地の4に本拠を置く。
2006年8月8日設立。玩具の企画、製作、販売や、イベント、コンペディション等催し物の企画、運営、管理、飲食事業を営む。
漫画、アニメ、ゲームキャラクターにバニーガールの衣装を着せたフィギュアを多く手がけており、網タイツやストッキング部分に実際の布素材を用いることで、プラスチック素材やソフトビニール素材だけでは限界があった質感表現を向上させる技術を有している（実登3206026 パーツ被覆構造）。また、日本のお笑いタレントである江頭2:50をアクションフィギュアfigma化した製品が話題となり、のちに世界の名画を題材としたfigmaシリーズ「テーブル美術館」へと発展している。
なお、成人向けフィギュアを取り扱っている、「株式会社BINDing（バインディング）」は、FREEingと所在地が同じである。